# Cyriaque Delisle
Pour les articles homonymes, voir Delisle.
Cyriaque Delisle est un ancien militaire canadien-français du Québec.
Il s'était enrôlé à 18 ans dans l'Aviation royale du Canada, où il était un spécialiste en électronique. Il participa à un raid de l'Armée révolutionnaire du Québec sans en être un membre à part entière contre une armurerie de Montréal le 29 août 1964. Il fut condamné à la prison à vie et passera 9 ans détenu intramuros.